# San Sossio Baronia
San Sossio Baronia är en ort och kommun i provinsen Avellino i regionen Kampanien i Italien. Kommunen hade 1 598 invånare (2017).